# Air2mp3
Air2mp3 ist ein server- und rundfunkbasiertes Shareware-Programm, das vom Unternehmen air2mp3 GmbH zur Verfügung gestellt wird. Die air2mp3 GmbH ist ein gemeinsames Unternehmen der freenet AG und der RapidSolution Software AG.
Data Becker hat eine erweiterte Version herausgebracht, deren Abo auf 3.000 Titel begrenzt ist. Freenet hat Ende 2005 auch einen eigenen Musik-Rekorder basierend auf air2mp3 veröffentlicht.
Es werden analoge und digitale Fernsehkarten unterstützt. Die Videoaufnahme funktioniert allerdings nur mit analogen Fernsehkarten.

## Funktionsweise
Air2mp3 nimmt anhand eines festgelegten Sendeplans, der sich aus dem Internet herunterladen lässt, die Audio- und Video-Streams von Musiksendungen auf und schneidet danach mit Hilfe der so genannten Cutlist, die Musikstücke heraus und speichert diese wahlweise als MP3- oder Ogg-Vorbis-Dateien auf der Festplatte. Der mp3-Codec muss als Lame- oder Blade-Codec vorliegen und noch zusätzlich ins Programm eingebunden werden. Die aus dem Stream erstellten Titel enthalten den Namen des Liedes sowie Albumtitel und sofern verfügbar zusätzlich Coverbilder, Tourdaten, CD-Kauf-Links und Lyrics. Ab Version 2.0 ist das Aufnehmen von Videos möglich.

## Schnittlisten
air2mp3 lieferte bis Anfang 2007 selbst Titelinformationen aus. Nach der Einstellung dieses Services gibt es nun noch die Möglichkeit, User-Schnittlisten zu beziehen. Diese Schnittlisten kann der User selbst eintragen und die Planung wird an alle air2mp3 Clients geschickt.

## Die Geschichte
air2mp3 entstand im September des Jahres 2001, nachdem r@dio.mp3 seinen Sendebetrieb einstellte. Im Jahre 2002 erschien air2mp3 als Beilage zu vielen Computer-Zeitschriften, was zur weiteren Verbreitung beitrug und die Nutzerzahlen deutlich erhöhte. Im Februar 2004 waren 100.000 Mitglieder registriert. Ab dem 6. Mai 2004 bietet air2mp3 auch Radio-Cutlists an. 2005 startete ein kostenpflichtiger Dienst, der vorgefertigte Schnittlisten anbot und Anfang 2007 wieder eingestellt wurde. Die Nutzung des Accounts ist seitdem wieder kostenlos.

## air2mp3 Community
Da air2mp3 aus einem Freewareprojekt entstanden ist, hat das Programm in seiner Geschichte eine große Community aufgebaut, in der Nutzern Hilfe und Tools angeboten werden.